# Charette (Isère)
Pour les articles homonymes, voir Charette.
Charette est une commune française située dans le département de l'Isère en région Auvergne-Rhône-Alpes.
Après avoir été adhérénte à la communauté de communes du Pays des Couleurs jusqu'en 2016, la commune a été rattachée à la communauté de communes Les Balcons du Dauphiné le 1er janvier 2017 à la suite de la fusion de trois intercommunalités du Nord-Isère.

## Géographie

### Situation et description
La commune est située sur le plateau de l'Isle-Crémieu, une région naturelle de France située dans la pointe nord du département de l'Isère et à l'est de l'agglomération lyonnaise.

### Communes limitrophes
|                           | Parmilieu | Porcieu-Amblagnieu |
| Saint-Baudille-de-la-Tour | Charette  | Montalieu-Vercieu  |
|                           | Courtenay | Bouvesse-Quirieu   |

### Géologie et relief
Le plateau où se situent le bourg et les divers hameaux de Charette est constitué de calcaires jurassiques et des moraines qui constituent en grande partie la surface du secteur géologique de l’île Crémieu avec, en outre, la présence d'une couverture rocheuse et de cavités propres à un relief karstique.

### Climat
Pour des articles plus généraux, voir Climat d'Auvergne-Rhône-Alpes et Climat de l'Isère.
En 2010, le climat de la commune est de type climat des marges montargnardes, selon une étude du Centre national de la recherche scientifique s'appuyant sur une série de données couvrant la période 1971-2000. En 2020, Météo-France publie une typologie des climats de la France métropolitaine dans laquelle la commune est exposée à un climat de montagne ou de marges de montagne et est dans une zone de transition entre les régions climatiques « Bourgogne, vallée de la Saône » et « Jura ».
Pour la période 1971-2000, la température annuelle moyenne est de 11,4 °C, avec une amplitude thermique annuelle de 17,9 °C. Le cumul annuel moyen de précipitations est de 1 111 mm, avec 10,6 jours de précipitations en janvier et 7 jours en juillet. Pour la période 1991-2020, la température moyenne annuelle observée sur la station météorologique de Météo-France la plus proche, « Bénonces », sur la commune de Bénonces à 8 km à vol d'oiseau, est de 8,2 °C et le cumul annuel moyen de précipitations est de 1 723,5 mm,. Pour l'avenir, les paramètres climatiques de la commune estimés pour 2050 selon différents scénarios d'émission de gaz à effet de serre sont consultables sur un site dédié publié par Météo-France en novembre 2022.

### Hydrographie
Le ruisseau du Furon, modeste affluent du Rhône traverse le territoire communal.

### Voies de communication
Le territoire communal est situé hors des grands axes de communication. Elle est cependant traversé par la RD52 qui relie Bouvesse-Quirieu (pont sur le rhône) à Crémieu par Optevoz.

## Urbanisme

### Typologie
Au 1er janvier 2024, Charette est catégorisée commune rurale à habitat dispersé, selon la nouvelle grille communale de densité à sept niveaux définie par l'Insee en 2022.
Elle est située hors unité urbaine et hors attraction des villes,.

### Occupation des sols
L'occupation des sols de la commune, telle qu'elle ressort de la base de données européenne d’occupation biophysique des sols Corine Land Cover (CLC), est marquée par l'importance des territoires agricoles (82,1 % en 2018), en diminution par rapport à 1990 (84,8 %). La répartition détaillée en 2018 est la suivante : 
prairies (33 %), terres arables (30,2 %), zones agricoles hétérogènes (18,9 %), forêts (14,5 %), zones urbanisées (2,7 %), mines, décharges et chantiers (0,3 %), zones humides intérieures (0,3 %). L'évolution de l’occupation des sols de la commune et de ses infrastructures peut être observée sur les différentes représentations cartographiques du territoire : la carte de Cassini (XVIIIe siècle), la carte d'état-major (1820-1866) et les cartes ou photos aériennes de l'IGN pour la période actuelle (1950 à aujourd'hui).

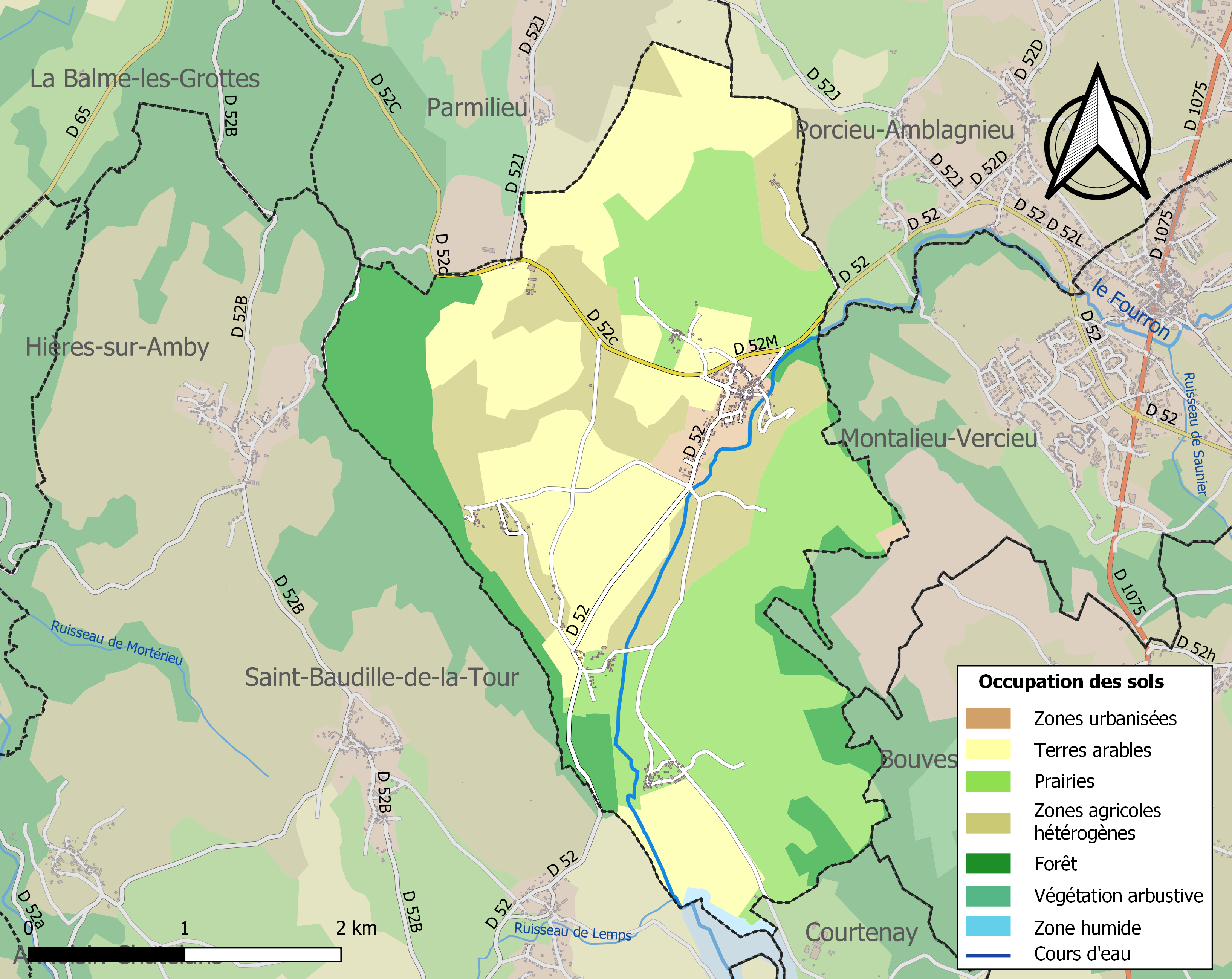
Carte des infrastructures et de l'occupation des sols de la commune en 2018 (CLC).

### Risques naturels et technologiques

#### Risques sismiques
L'ensemble du territoire de la commune de Charette est situé en zone de sismicité no 3 (sur une échelle de 1 à 5), comme la plupart des communes de son secteur géographique.
| Type de zone | Niveau            | Définitions (bâtiment à risque normal) |
| ------------ | ----------------- | -------------------------------------- |
| Zone 3       | Sismicité modérée | accélération = 1,1 m/s2                |

## Toponymie
Selon le toponymiste Ernest Nègre, le nom est attesté sous les formes Chaarata au XIIe siècle, Chareta au XIVe siècle et serait issu du mot latin cataracta  signifiant chute d'eau ou barrage.

## Histoire
Il est mentionné au XVe siècle une maison forte d'Ecottier[réf. nécessaire].

## Politique et administration

### Liste des maires
| Période    | Période   | Identité          | Étiquette | Qualité |
| ---------- | --------- | ----------------- | --------- | ------- |
|            |           | René Couturier    |           |         |
| avant 1995 |           | Alain Charvet     |           |         |
| mars 2001  | mars 2014 | Jean Allandrieu   |           |         |
| mars 2014  | mars 2022 | Hervé Courtejaire | SE        |         |
| mai 2022   | En cours  | Francis Surnon    | SE        |         |

## Population et société

### Démographie
L'évolution du nombre d'habitants est connue à travers les recensements de la population effectués dans la commune depuis 1793. Pour les communes de moins de 10 000 habitants, une enquête de recensement portant sur toute la population est réalisée tous les cinq ans, les populations de référence des années intermédiaires étant quant à elles estimées par interpolation ou extrapolation. Pour la commune, le premier recensement exhaustif entrant dans le cadre du nouveau dispositif a été réalisé en 2004.

En 2022, la commune comptait 435 habitants, en évolution de −6,05 % par rapport à 2016 (Isère : +3,07 %, France hors Mayotte : +2,11 %).
| 1793 | 1800 | 1806 | 1821 | 1831 | 1836 | 1841 | 1846 | 1851 |
| ---- | ---- | ---- | ---- | ---- | ---- | ---- | ---- | ---- |
| 457  | 411  | 470  | 467  | 491  | 485  | 502  | 563  | 571  |

| 1856 | 1861 | 1866 | 1872 | 1876 | 1881 | 1886 | 1891 | 1896 |
| ---- | ---- | ---- | ---- | ---- | ---- | ---- | ---- | ---- |
| 544  | 553  | 559  | 531  | 538  | 501  | 433  | 411  | 386  |

| 1901 | 1906 | 1911 | 1921 | 1926 | 1931 | 1936 | 1946 | 1954 |
| ---- | ---- | ---- | ---- | ---- | ---- | ---- | ---- | ---- |
| 404  | 401  | 363  | 319  | 287  | 249  | 266  | 255  | 220  |

| 1962 | 1968 | 1975 | 1982 | 1990 | 1999 | 2004 | 2006 | 2009 |
| ---- | ---- | ---- | ---- | ---- | ---- | ---- | ---- | ---- |
| 213  | 194  | 189  | 197  | 232  | 281  | 343  | 358  | 436  |

| 2014 | 2019 | 2022 | - | - | - | - | - | - |
| ---- | ---- | ---- | - | - | - | - | - | - |
| 469  | 450  | 435  | - | - | - | - | - | - |

### Enseignement
La commune est rattachée à l'académie de Grenoble.

### Médias
Historiquement, le quotidien à grand tirage Le Dauphiné libéré consacre, chaque jour, y compris le dimanche, dans son édition du Nord-Isère, un ou plusieurs articles à l'actualité du canton, de la communauté de communes, ainsi que des informations sur les éventuelles manifestations locales, les travaux routiers, et autres événements divers à caractère local.

## Culture locale et patrimoine

### Lieux et monuments

#### Lechâteau du Vernay
Le château du Vernay a été édifié au XIXe siècle pour la famille de Ruolz-Montchal et a été remanié sous Napoléon III.  Le comte Hilaire de Chardonnet y a mené de célèbres expériences scientifiques ayant conduit à l'invention du fil de soie artificiel, dit aussi viscose. Laissé dans un état d'abandon au XXe siècle, il a été en partie démoli en 2018. Le chanteur Pierre Perret, de passage dans la région, voulait faire l'acquisition de ce château mais au vu du nombre de travaux à réaliser, il abandonna le projet.

#### La maison forte d'Écottier
Cette maison forte fait l'objet d'une inscription au titre des monuments historiques par arrêté du 3 avril 1992. La maison forte d'Écottier datant de 1413, située à 1,5 km du village, sur la route de Lyon, ayant abrité plusieurs seigneurs célèbres[Qui ?]. Au XIXe siècle, acquise par le comte de Virieu, elle devient une ferme. Elle abrite depuis peu le poney club d'Écottier.

#### Autres monuments
- La chapelle de la Craz, située à la limite des bois, existant déjà en 1613.
- La maison forte de Chassignon avec ses fenêtres à meneaux et son pigeonnier.
- L'église paroissiale Saint-Pierre de Charette, construite à l'initiative du comte Hilaire de Chardonnet, alors maire de la commune. Les tableaux qui y sont présentés ont été offerts par la comtesse.
- Le monument aux morts de Charette se présente sous la forme d'un obélisque sur socle, situé devant l'église[22].

Photos de divers monuments de Charette
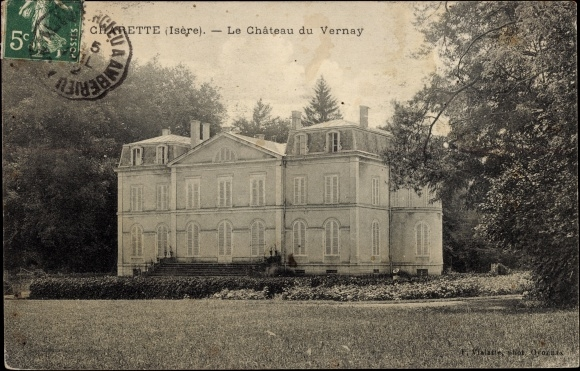
Carte postale du château du Vernay vers 1900.
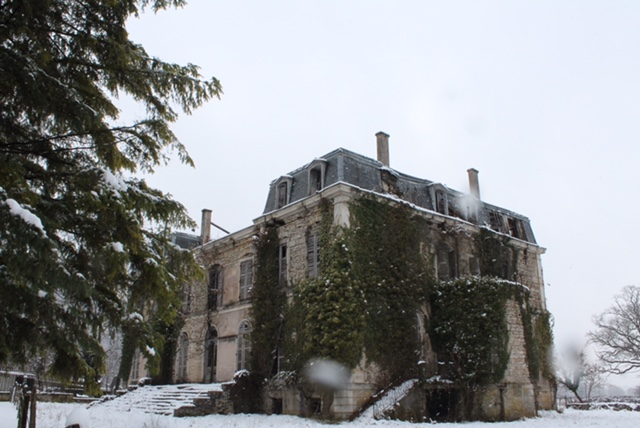
Château du Vernay en 2016.
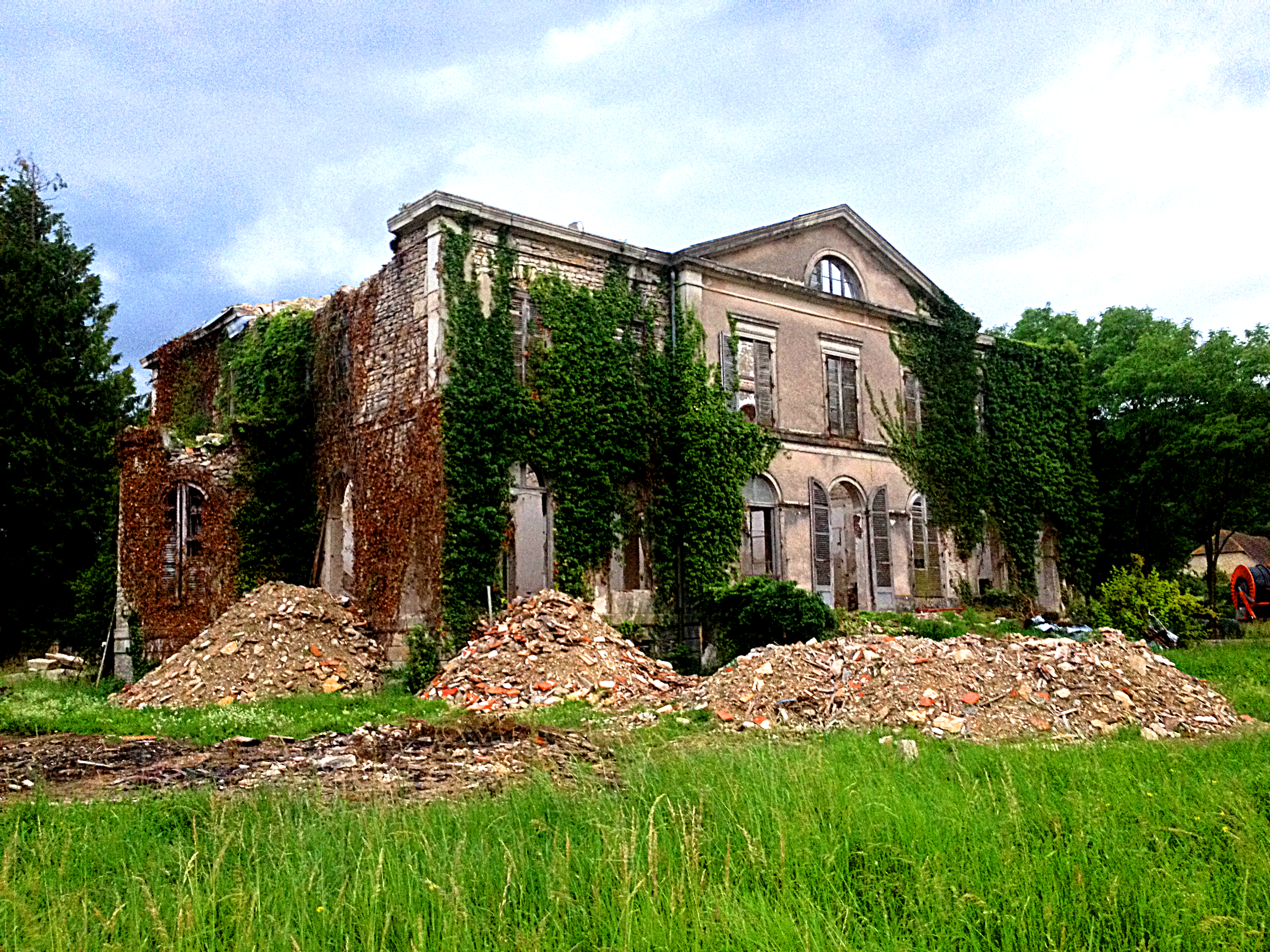
Château du Vernay en 2018.
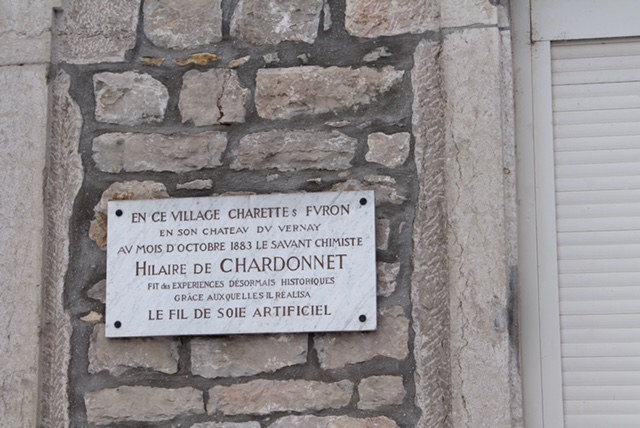
Plaque commémorative à la mairie de Charette rappelant les expériences conduites au château du Vernay et ayant mené à l'invention de la soie artificielle.

### Patrimoine naturel
- la zone naturelle d’intérêt écologique, faunistique et floristique (ZNIEFF) « étang de la Bryne »[23]
- la cascade de Chapieu
- la cascade de Charette
- le ZNIEFF continentale de type 1 Mares de Craquenot[24],[25]

### Héraldique
|  | Charette (Isère) possède des armoiries dont l'origine et le blasonnement exact ne sont pas disponibles. |